# El Recorrido (Lleida)
El Recorrido és un edifici de Lleida inclòs a l'Inventari del Patrimoni Arquitectònic de Catalunya.

## Descripció
Centre de classificació ferroviària situat vora la carretera local de Corbins. És un conjunt de tres naus per a tallers i una altra per a magatzem, que s'uneixen en un bloc d'oficines i habitatges. Presenta una estructura interior amb pilars metàl·lics i bigues de fusta amb coberta de teula a més, de lluernes de vidre que fan l'espai interior interessantíssim.
Tot aquest espai està actualment rehabilitat.